# Johann Martin Bürkle
Johann Martin Bürkle (* 14. Februar 1832 in Plattenhardt bei Stuttgart; † 4. Januar 1916 in Stuttgart, Arkansas, USA) war ein deutscher evangelischer Geistlicher und Schriftsteller.

## Leben

### Familie
Johann Martin Bürkle war der Sohn des Schmieds Johann Georg Bürkle und dessen Ehefrau Anna Barbara (geb. Weinmann); sein Bruder war der Pfarrer Adam Bürkle, der 1852 nach Nordamerika auswanderte und später Gründer der Stadt Stuttgart in Arkansas wurde.
Johann Martin Bürkle war in zweiter Ehe mit Wilhelmina (* 26. September 1852; † 15. Dezember 1918 in Stuttgart, Arkansas), die Tochter von Wilhelm Hennings (1827–1904), verheiratet; gemeinsam hatten sie sieben Kinder. Aus seiner ersten Ehe hatte er zwei Kinder.
1899 siedelte er nach Little Rock in Arkansas über.

### Werdegang
Weil die finanziellen Mittel der Familie nicht ausreichten, konnte Johann Martin Bürkle nicht sein gewünschtes Theologie-Studium absolvieren, sondern ergriff den Beruf des Volksschullehrers und war als Lehrgehilfe tätig (Anmerkung: nach einer anderen Quelle studierte er Theologie an der Universität Tübingen). Nachdem er sich von der württembergischen Oberschulbehörde einen längeren Urlaub erbeten hatte, um ein Studium der evangelisch-lutherischen Theologie zu absolvieren, wurde ihm die Entlassung erteilt, in deren Folge er seiner Dienstpflicht als Kadett bei der reitenden Artillerie nachkommen musste.
1859 wanderte er nach Nordamerika aus, wurde in Ohio ansässig und trat in den dortigen Kirchendienst ein. Er stand seit 1860 der evangelischen Gemeinde in Findlay sowie seit 1876 der in Crestline vor und war seit 1879 Pfarrer an der Pauluskirche in New Bremen.
Nach seiner Versetzung in den Ruhestand lebte er seit 1894 auf seinem Gut in der von seinem Bruder, den er finanziell unterstützte, gegründeten Ortschaft Stuttgart in Arkansas.

### Politisches und schriftstellerisches Wirken
Johann Martin Bürkle betätigte sich für die Demokratische Partei als Politiker und Wahlkämpfer und nutzte während der Wahlzeiten seine Tätigkeit als Wanderredner, um seinen ganzen Einfluss für den jeweiligen Präsidentschaftskandidaten geltend zu machen.
Er wirkte auch als Dichter und Schriftsteller und publizierte eine größere Anzahl Bücher mit religiösen Gedichten und Trauerspielen, aber auch Erzählungen und Lieder im heimatlichen Dialekt. Seine mundartlichen Stücke veröffentlichte er in seiner in New Bremen erscheinenden Monatsschrift Der Vetter aus Schwaben, die er am 1. Mai 1889 gegründet hatte.
An seinem Wohnort Stuttgart in Arkansas gründete er die deutschsprachige Zeitung Stuttgart Germania, die er zwanzig Jahre lang herausgab.

## Schriften (Auswahl)
- Die schwäbische Dorfschule 1802. 1889.
- Licht und Wahrheit oder Die Verschwörung gegen das Deutschthum: Miniaturspiel in 3 Aufzügen. 1890.
- Aus meiner alta Hoamat. 1891.
- Ortschronik von Plattenhardt, Württemberg – Im örtlichen Dialekte. 1891.
- Eselsbuch oder die Komik im Religionsunterrichte. 1892.
- ’s geit no oa Schwobaland. 1892.
- De 7 Schwoba im reachta Liacht. 1892.
- Trauerklänge. 1892.
- Ecce homo. 1892.
- Messianische Psalmen. 1893.
- Burggeist auf Blankenborn. 1893.
- Religionsgedanken. 1893.
- Gnadenwahl. 1893.
- Auferstehung der Toten. 1893.
- Judas Ischarioth, ein Spiegelbild für unsre Zeit. 1894.
- Leben eines Predigers in einer freien Gemeinde in Nordamerika. 1894.
- Gelegenheitsgedichte. 1894.
- Leitfaden zum evangelisch-lutherischen Confirmanden-Unterricht. 1895.
- Sammlung von Leichentexten. 1895.
- Drei schwäbische Originale: Pfeffer vo Schteta, Kimmich vo Bracena und Hösle vo Eibischbach. 1895.